# Titus Boonstra
Titus Boonstra (Groningen, 29 december 1977) is een Nederlands acteur. Boonstra volgde de Vooropleiding Theater in Groningen (thans bekend als Noordelingen) en studeerde in 2001 af aan de Toneelschool Arnhem. Hij speelt sindsdien voornamelijk in het theater, maar is ook bekend van film en televisie.

## Filmografie
- De Getuige (2006) als Matthias
- De Club van Sinterklaas als Hulppiet (2004-2009)
- Kees de jongen (2003) als medewerker van Stark & Co
- Van God Los (2012)
- Goede tijden, slechte tijden (2019) als Davy Zwanenberg
- Drie Dagen Vis (2024) als receptionist

## Theater
- Death by powerpoint - Golden Palace (2013)
- Maat voor Maat - 't Woud Ensemble (2008)
- Knielen op een bed violen (2008)
- De V van Vian (2007)
- Een Ander Land (2007)
- Het Feuilleton (2006)
- Het Eenzame Westen (2006)
- De Zelfmoord van de meisjes (2005)
- Het Feuilleton (2005)
- King Lear (2003)
- Het Beloofde Land (2002)
- Romeo en Julia (2000)